# Athyrium puncticaule
Athyrium puncticaule är en majbräkenväxtart som först beskrevs av Bl., och fick sitt nu gällande namn av Moore. Athyrium puncticaule ingår i släktet Athyrium och familjen Athyriaceae. Inga underarter finns listade.